# بحيرة آرابا

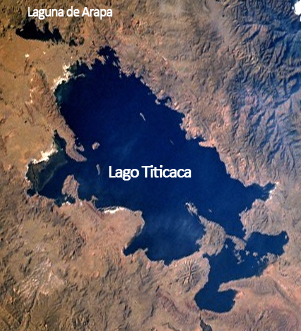
صورة لخريطة بالأقمار الصناعية لبحيرة آرابا، بالقرب من بحيرة تيتيكاكا.

بحيرة آرابا (بالإسبانية: Laguna de Arapa) هي بحيرة في بيرو تقع في مديريات آرابا وشوبا في محافظة أزنجرو الواقع في إقليم بونو. وهي تقع على بُعد 40 كيلومترًا عن جولياكا.